# لیتوئه‌چه
لیتوئه‌چه (به اسپانیایی: Litueche) یک شهرستان در شیلی است که در استان کاردنال کارو واقع شده‌است. لیتوئه‌چه ۶۱۸٫۸ کیلومتر مربع مساحت و ۶٬۱۱۸ نفر جمعیت دارد و ۲۶۹ متر بالاتر از سطح دریا واقع شده‌است.